# Atlantis (film, 1913)
Pour les articles homonymes, voir Atlantis.
Pour plus de détails, voir Fiche technique et Distribution.
Atlantis est un film danois muet réalisé par August Blom, sorti en 1913.

## Synopsis
Après avoir fait interner sa femme devenue folle, un jeune scientifique allemand tombe amoureux d'une danseuse. Il la suit lorsqu'elle part en tournée en Amérique, mais le bateau fait naufrage...

## Fiche technique
- Titre : Atlantis
- Réalisation : August Blom, assisté de Michael Curtiz
- Scénario : Axel Garde et Karl-Ludwig Schröder d'après le roman de Gerhart Hauptmann
- Directeur dela photographie : Johan Ankerstjerne
- Pays de production :  Danemark
- Sociétés de production : Nordisk Film
- Longueur : 2280 mètres, 121 minutes
- Format : Noir et blanc - 1,33:1 - Muet
- Date de sortie :
  - Empire allemand : 20 décembre 1913
  - Danemark : 26 décembre 1913

## Distribution
- Olaf Fønss
- Ida Orloff
- Ebba Thomsen
- Carl Lauritzen
- Frederik Jacobsen

## Accueil
Le succès du film fut important, étant donné notamment son écho par rapport à la tragédie très récente du Titanic.[réf. nécessaire]